# Granite Spur
Granite Spur (Granitsporn) ist ein Bergrücken bzw. Felssporn im westantarktischen Ellsworthland. Er ragt 800 m westlich des Avalanche Ridge an der Nordflanke der Jones Mountains auf.
Teilnehmer einer von der Expedition der University of Minnesota zu den Jones Mountains von 1960 bis 1961 nahmen die Benennung vor. Namensgebend ist Granitgestein des Grundgebirges, das hier zutage tritt.